# البروتستانتية حسب البلد

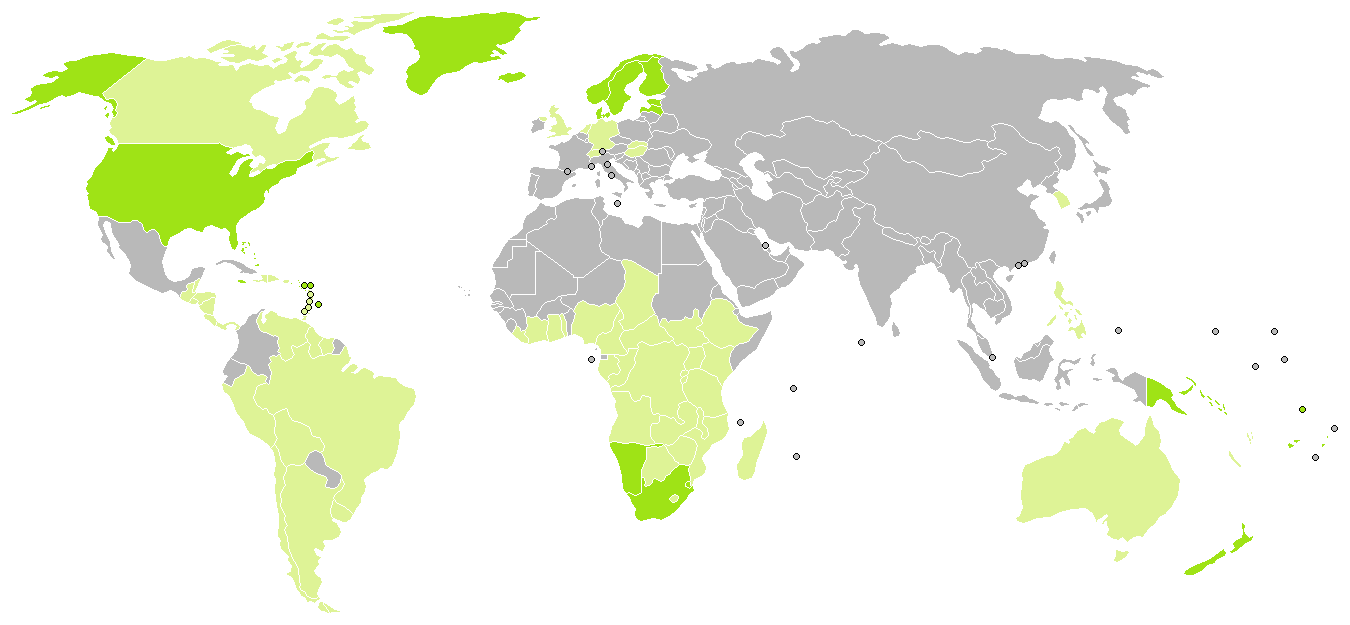
البروتستانت في العالم (بالإضافة إلى الانجليكانية)
الديانة السائدة (أكثر من 50%)
أقلية دينية كبيرة (أكثر من 10%)

البروتستانتية هي أحد ثاني أكبر مذاهب الدين المسيحي. يتواجد نحو 800 مليون بروتستانتي حول العالم من بين 2.5 مليار مسيحي، 170 مليون منهم في أمريكا الشمالية، و160 مليون في أفريقيا، و120 مليون في أوروبا، و70 مليون في أمريكا اللاتينية، و60 مليون في آسيا، و10 مليون في أستراليا. وفي البروتستانتية هناك العديد من المذاهب ومنها الكنيسة الأنجليكانية، اللوثرية، الكنيسة المعمدانية، الكالفينية، الميثودية، الخمسينية، الأبرشانيون والمينونايت، سبتيون وجمعية الأصدقاء الدينية.
يشكل اتباع الكنائس الپروتستانتية نسبة 37% من مجمل المسيحيين وذلك وفقًا لدراسة معهد بيو، ويتواجد أكثر أتباعها في شمال أوروبا حيث يعيش حوالي 12.6% من بروتستانت العالم في أوروبا، بينما يعيش 33% من البروتستانت في الاميركتين؛ خاصة في أميركا الشمالية و17.4% من البروتستانت يتواجدون في أستراليا وآسيا، بينما يتواجد 36.9% من البروتستانت في أفريقيا؛ خاصة في أفريقيا الجنوبية.
ويشكل البروتستانت أغلبية في 49 دولة. وتنتشر البروتستانتية أيضًا في أفريقيا الشمالية وفي شرق آسيا خاصًة في الصين وكوريا الجنوبية. وتحوي الولايات المتحدة الأمريكية أكبر تجمع بروتستانتي في العالم من حيث عدد السكان يليها كلاً من نيجيريا والصين.

## أكبر المذاهب البروتستانتية
- الكنيسة المعمدانية: 100 مليون.[2]
- الكنيسة الانجليكانية: 85 مليون.
- الكنائس الكالفينية: 75 مليون.
- الكنائس الميثودية: 75 مليون.
- الكنيسة اللوثرية 67 مليون.
- فضلًا عن التيّارات الإنجيلية التي تقدّر أتباعها ب 600 مليون،[3] وتشمل الكنائس الخمسينية والتي يبلغ عدد أتباعها حوالي 280 مليون.[4]

## أكبر الدول البروتستانتية من حيث عدد السكان
- على اليمين: قائمة البلدان العشرة الأوائل الأمريكية التي تحوي أكبر عدد من المسيحيين. القائمة على اليمين أُخذت من دراسة قام بها معهد بيو في 2011.
- على اليسار: قائمة البلدان العشرة الأوائل الأمريكية التي لديها أعلى نسب مئوية للسكان المسيحيين.

| مرتبة | دولة                        | عدد البروتستانت | % نسبة البروتستانت | دولة                    | % نسبة البروتستانت | عدد البروتستانت |
| ----- | --------------------------- | --------------- | ------------------ | ----------------------- | ------------------ | --------------- |
| 1     | الولايات المتحدة            | 159,850,000     | 51.5%              | توفالو                  | 99.0%              | 11,450          |
| 2     | نيجيريا                     | 59,68,000       | 37.7%              | الدنمارك                | 91.0%              | 4,943,425       |
| 3     | الصين                       | 58,040,000      | 4.3%               | آيسلندا                 | 91.0%              | 270,031         |
| 4     | البرازيل                    | 40,500,000      | 20.8%              | النرويج                 | 90.0%              | 4,133,737       |
| 5     | جنوب إفريقيا                | 36,550,000      | 72.9%              | السويد                  | 86.0%              | 7,741,526       |
| 6     | المملكة المتحدة             | 33,820,000      | 54.5%              | أنتيغوا وباربودا        | 86.1%              | 59,101          |
| 7     | جمهورية الكونغو الديمقراطية | 31,705,000      | 48.1%              | فنلندا                  | 85.0%              | 4,445,149       |
| 8     | ألمانيا                     | 28,64,000       | 34.8%              | سانت كيتس ونيفيس        | 83.9%              | 32,335          |
| 9     | كينيا                       | 24,160,000      | 59.6%              | سانت فينسنت والغرينادين | 77.6%              | 90,501          |
| 10    | الهند                       | 18,860,000      | 1.5%               | جزر البهاما             | 77.0%              | 229,360         |